# Vindmølleprisen
Vindmølleprisen er en pris, der uddeles årligt af Danmarks Vindmølleforening til en eller flere personer, der har gjort noget særligt for vindenergi. Prisen er oftest givet til en enkelt person (fx Svend Auken i 2009), men større grupperinger har også været modtagere, hvor især 2004 står som et særligt eksempel med "borgerne på Samsø" som modtagere. Prisen afgives på foreningens årsmøde.